# Яли (Колумбия)
Яли (исп. Yalí) — город и муниципалитет на севере Колумбии, на территории департамента Антьокия. Входит в состав субрегиона Северо-Восточная Антьокия.

## История
Поселение из которого позднее вырос город было основано 22 февраля 1888 года и получило своё название по имени одного из основателей Лоренсо Яли. Муниципалитет Яли был выделен в отдельную административную единицу в 1960 году.

## Географическое положение

Муниципалитет Яли

Город расположен в восточной части департамента, в гористой местности Центральной Кордильеры, на расстоянии приблизительно 87 километров к северо-востоку от Медельина, административного центра департамента. Абсолютная высота — 1146 метров над уровнем моря.

Муниципалитет Яли граничит на севере с муниципалитетом Вегачи, на юге и западе — с муниципалитетом Йоломбо, на востоке — с муниципалитетом Ремедиос. Площадь муниципалитета составляет 477 км².

## Население
По данным Национального административного департамента статистики Колумбии, совокупная численность населения города и муниципалитета в 2012 году составляла 8098 человек.
Динамика численности населения муниципалитета по годам:
| 2005 | 2006 | 2007 | 2008 | 2009 | 2010 | 2011 | 2012 |
| ---- | ---- | ---- | ---- | ---- | ---- | ---- | ---- |
| 7734 | 7773 | 7816 | 7864 | 7916 | 7972 | 8033 | 8098 |

Согласно данным переписи 2005 года мужчины составляли 51,3 % от населения Яли, женщины — соответственно 48,7 %. В расовом отношении белые и метисы составляли 99,3 % от населения города; негры, мулаты и райсальцы — 0,7 %.
Уровень грамотности среди всего населения составлял 73,9 %.

## Экономика
Основу экономики Яли составляют выращивание сахарного тростника, животноводство и золотодобыча.

48,7 % от общего числа городских и муниципальных предприятий составляют предприятия торговой сферы, 44,9 % — предприятия сферы обслуживания, 5,1 % — промышленные предприятия, 1,3 % — предприятия иных отраслей экономики.